# Майский сельский совет (Крым)
Майский сельский совет (укр. Майська сільська рада, крымскотат. Haklay köy şurası) — согласно законодательству Украины — административно-территориальная единица в Джанкойском районе Автономной Республики Крым, расположенная в восточной части района в степной зоне полуострова. Население по переписи 2001 года — 4741 человек.
К 2014 году в состав сельсовета входило 5 сёл:
- Майское
- Ближнее
- Ларино
- Октябрь
- Полевое

## История
Сельсовет под названием Майфельдский был образован в 1929 году. После образования в 1935 году Колайского района (переименованного указом ВС РСФСР № 621/6 от 14 декабря 1944 года в Азовский) сельсовет включили в его состав. Указом Президиума Верховного Совета РСФСР от 21 августа 1945 года Майфельд был переименован в Майское и Майфельдский сельсовет — в Майский. С 25 июня 1946 года сельсовет в составе Крымской области РСФСР. 26 апреля 1954 года Крымская область была передана из состава РСФСР в состав УССР. На 15 июня 1960 года в составе сельсовета числились населённые пункты:

| - Ближнее - Защитное - Ларино - Майское | - Октябрь - Пирогово - Полевое |

1 января 1965 года, указом Президиума ВС УССР «О внесении изменений в административное районирование УССР — по Крымской области», Азовский район был упразднён и сельсовет вновь включили в состав Джанкойского. К 1 января 1968 года Пирогово присоединили к селу Октябрь, в совет добавились Новосельцево, Табачное, Фёдоровка и Хлебное. Тот же состав сохранялся и на 1977 год. 2 февраля 1988 года создан Табачненский сельский совет куда отошли Новосельцево, Табачное, Фёдоровка и Хлебное и совет обрёл современный состав. С 12 февраля 1991 года сельсовет в восстановленной Крымской АССР, 26 февраля 1992 года переименованной в Автономную Республику Крым. С 21 марта 2014 года в составе Крыма аннексирован Россией. Законом «Об установлении границ муниципальных образований и статусе муниципальных образований в Республике Крым» от 4 июня 2014 года территория административной единицы была объявлена муниципальным образованием со статусом сельского поселения.